# Gateshead Football Club
Il Gateshead Football club è una società calcistica inglese con sede nella città di Gateshead, in Tyne and Wear. Milita in National League, quinta serie del campionato inglese di calcio.

## Storia
Nella stagione 1952-1953 ha raggiunto i quarti di finale di FA Cup. Al termine della Fourth Division 1959-1960 non è stato rieletto nella Football League.
Nelle stagioni 2010-2011 e 2017-2018 ha raggiunto le semifinali di FA Trophy, torneo in cui nella stagione 2022-2023 è stato invece finalista perdente, vincendo poi per la prima volta nella sua storia tale competizione durante la stagione 2023-2024.

## Stadio
Gioca le partite in casa nel Gateshead International Stadium.

## Allenatori
- Terry Hibbitt (1986)
- Tommy Cassidy (1993-1994)
- Jim Platt (1997)
- Ian Bogie (2007-2012)
- Anthony Smith (2012-2013)
- Gary Mills (2013-2015)
- Steve Watson (2017-2019)
- Mike Williamson (2019-2023)
- Rob Elliot (2023-)

## Rosa 2016-2017
| N. |                        | Ruolo | Calciatore       |
| -- | ---------------------- | ----- | ---------------- |
| 1  | Inghilterra (bandiera) | P     | James Montgomery |
| 2  | Inghilterra (bandiera) | D     | James Bolton     |
| 3  | Inghilterra (bandiera) | D     | George Smith     |
| 4  | Inghilterra (bandiera) | D     | Manny Smith      |
| 5  | Inghilterra (bandiera) | D     | Liam Hogan       |
| 6  | Inghilterra (bandiera) | D     | Jamal Fyfield    |
| 7  | Inghilterra (bandiera) | C     | Wesley York      |
| 8  | Inghilterra (bandiera) | D     | Mitch Brundle    |
| 9  | Inghilterra (bandiera) | A     | Danny Johnson    |
| 13 | Galles (bandiera)      | P     | Dan Hanford      |
| 14 | Inghilterra (bandiera) | C     | Toby Ajala       |

| N. |                             | Ruolo | Calciatore         |
| -- | --------------------------- | ----- | ------------------ |
| 15 | Inghilterra (bandiera)      | A     | Jordan Burrow      |
| 18 | Inghilterra (bandiera)      | A     | Nyal Bell          |
| 20 | Inghilterra (bandiera)      | A     | Adam Wrightson     |
| 21 | Inghilterra (bandiera)      | C     | Nick Cassidy       |
| 22 | Inghilterra (bandiera)      | C     | Gus Mafuta         |
| 23 | Inghilterra (bandiera)      | P     | Shaun MacDonald    |
| 25 | Inghilterra (bandiera)      | C     | Luke Hanannt       |
| 26 | Irlanda del Nord (bandiera) | C     | Patrick McLaughlin |
|    | Inghilterra (bandiera)      | C     | Tom White          |
|    | Inghilterra (bandiera)      | A     | Jake Wright        |
|    | Inghilterra (bandiera)      | C     | Kieran Green       |

## Rosa 2015-2016
| N. |                        | Ruolo | Calciatore       |
| -- | ---------------------- | ----- | ---------------- |
| 1  | Inghilterra (bandiera) | P     | Sam Russell      |
| 2  | Inghilterra (bandiera) | D     | Craig Baxter     |
| 3  | Sudafrica (bandiera)   | D     | Matthew Pattison |
| 4  | Inghilterra (bandiera) | C     | Jamie Chandler   |
| 5  | Inghilterra (bandiera) | D     | James Curtis     |
| 6  | Inghilterra (bandiera) | D     | Ben Clark        |
| 7  | Inghilterra (bandiera) | C     | James Marwood    |
| 8  | Inghilterra (bandiera) | C     | Robert Ramshaw   |
| 9  | Inghilterra (bandiera) | A     | Jon Shaw         |
| 10 | Inghilterra (bandiera) | C     | Josh Gillies     |
| 12 | Inghilterra (bandiera) | C     | Gus Mafuta       |

| N. |                             | Ruolo | Calciatore         |
| -- | --------------------------- | ----- | ------------------ |
| 13 | Inghilterra (bandiera)      | P     | Shaun MacDonald    |
| 14 | Sudafrica (bandiera)        | D     | Darren Holden      |
| 17 | Inghilterra (bandiera)      | A     | Mechack Kanda      |
| 18 | Inghilterra (bandiera)      | C     | Dean Briggs        |
| 19 | Inghilterra (bandiera)      | A     | Ryan Bowman        |
| 20 | Inghilterra (bandiera)      | A     | Danny Johnson      |
| 22 | Inghilterra (bandiera)      | D     | Simon Ramsden      |
| 24 | Inghilterra (bandiera)      | C     | Adam Wrightson     |
| 26 | Irlanda del Nord (bandiera) | C     | Patrick McLaughlin |
| 28 | Inghilterra (bandiera)      | C     | CJ Hamilton        |
| 29 | Inghilterra (bandiera)      | D     | Alex Whitmore      |

## Palmarès

### Competizioni nazionali
- National League North: 1

2021-2022
- Northern Premier League: 3

1982-1983, 1985-1986, 1989-1990
- FA Trophy: 1

2023-2024

### Competizioni regionali
- Durham Challenge Cup: 1

2010-2011

### Altri piazzamenti
- Third Division North:

Secondo posto: 1931-1932, 1949-1950
- National League:

Terzo posto: 2013-2014
- National League North:

Secondo posto: 2008-2009
- Northern Premier League:

Secondo posto: 1989-1990
Terzo posto: 1999-2000, 2007-2008